# Минасян, Артавазд Михайлович
Артавазд Михайлович Минасян (1913—1993) — советский учёный, доктор философских наук (1963), профессор (1964).

## Биография
Родился 21 января 1913 года в селе Толорс близ города Каракилиса (Сисиан) в Зангезуре, в нагорной части Восточной Армении. Рано лишившись отца, со своими двумя братьями воспитывался матерью.
Учился сначала в районной школе-семилетке, затем — в Баку, где выучил русский язык. В 1936 году окончил экономический факультет Азербайджанского государственного института народного хозяйства. После завершения учёбы в вузе поступил в Институт красной профессуры, однако многие слушатели этого учебного заведения были репрессированы, после чего занятия прекратились. Короткое время работал в Нахичеванском обком партии в должности заведующего отделом обкома, затем был направлен в Баку в редакцию газеты в качестве заместителя ответственного секретаря.
С 1939 года начал заниматься преподавательской деятельностью Азербайджанском индустриальном институте (ныне Азербайджанский государственный университет нефти и промышленности), которая прервалась войной. Участник Великой Отечественной войны, майор. После её окончания, с 1947 года, продолжил работать в Азербайджанском индустриальном институте. Защитив в 1950 году в Институте философии Академии наук СССР кандидатскую диссертацию по проблемам диалектики возможности и действительности, Артавазд Минасян начал читать курс по истории философии по совместительству в Азербайджанском государственном университете.
С 1952 года начался новый этап научной и педагогической деятельности А. М. Минасяна: переехав с семьей в Ростов-на-Дону, он приступил к работе в должности доцента кафедры философии Ростовского государственного университета. В 1958 году он завершил написание своей монографии «Категории содержания и формы», которая легла в основу его докторской диссертации, защищенной в Институте философии в Москве, после чего Артавазд Михайлович Минасян стал первым доктором философских наук на Юге Российской Федерации. После этого он был избран заведующим кафедрой Ростовского инженерно-строительного института, находясь на этой должности почти три десятилетия и создав свою научную школу философов.
Умер 23 мая 1993 года.
Его дети тоже стали учёными-философами: дочь — Лариса Артаваздовна Минасян (доктор философских наук), сын — Сергей Артаваздович Минасян (кандидат философских наук).

## Заслуги
- А. М. Минасян был награждён орденами Красной Звезды и Отечественной войны II степени, а также многими медалями, среди которых «За отвагу», «За взятие Берлина», «За освобождение Праги», «За победу над Германией в Великой Отечественной войне 1941—1945 гг.»[3].
- Его достижения в изложении диалектической логики удостоены в 1974 году медали имени Г. Ф. Гегеля, присужденной Международным конгрессом философов в Москве[2].